# Mareuil (Dordogne)
Pour les articles homonymes, voir Mareuil.
Mareuil-sur-Belle redirige ici.
Mareuil (nom officiel), appelée localement Mareuil-sur-Belle, est une ancienne commune française située dans le département de la Dordogne, en région Nouvelle-Aquitaine.
C'est le siège de l'une des quatre anciennes baronnies du Périgord. De 1790 à 2015, la commune était le chef-lieu du canton de Mareuil.
Au 1er janvier 2017, elle fusionne avec huit autres communes pour former la commune nouvelle de Mareuil en Périgord.

## Géographie

### Généralités
Au nord-ouest du département de la Dordogne, la commune déléguée de Mareuil forme la partie sud-ouest de la commune nouvelle de Mareuil en Périgord.
Situé sur la route départementale 939 (l'ancienne route nationale 139), à environ trente-cinq kilomètres au nord-ouest de Périgueux et autant au sud-est d'Angoulême, le bourg de Mareuil est arrosé par la Belle.
Après avoir fait partie dès 1998 du Parc naturel régional Périgord-Limousin, Mareuil n'a pas adhéré à sa charte lors du renouvellement de celle-ci, par décret n° 2011-998 du 24 août 2011.

### Communes limitrophes

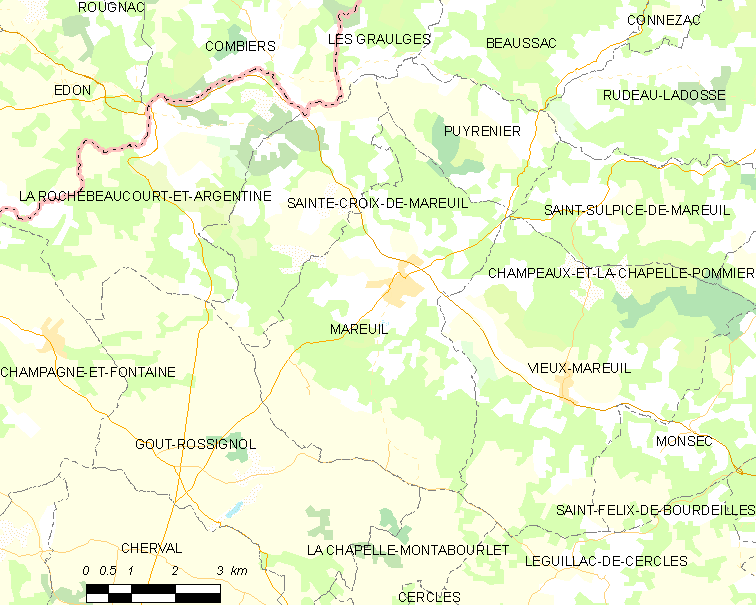
Carte de Mareuil et des communes avoisinantes en 2016, avant la création de la commune nouvelle de Mareuil en Périgord.

En 2016, année précédant la création de la commune nouvelle de Mareuil en Périgord, Mareuil était limitrophe de six autres communes, dont Saint-Sulpice-de-Mareuil au nord-est sur une centaine de mètres.
|                         | Puyrenier      | Saint-Sulpice-de-Mareuil |
| Sainte-Croix-de-Mareuil | Mareuil        | Vieux-Mareuil            |
|                         | Gout-Rossignol | La Chapelle-Montabourlet |

### Milieux naturels et biodiversité
En tant qu'affluent de la Nizonne, la vallée de la Belle est protégée au titre de la zone naturelle d'intérêt écologique, faunistique et floristique (ZNIEFF) de type II « Vallée de la Nizonne »,.
Sa faune est constituée d'environ 250 espèces dont trente sont considérées comme déterminantes :
- vingt mammifères, dont la Loutre d'Europe (Lutra lutra), le Vison d'Europe (Mustela lutreola) et dix-huit espèces de chauves-souris : la Barbastelle d'Europe (Barbastella barbastellus), le Grand murin (Myotis myotis), le Grand rhinolophe (Rhinolophus ferrumequinum), le Minioptère de Schreibers (Miniopterus schreibersii), le Murin à moustaches (Myotis mystacinus), le Murin à oreilles échancrées (Myotis emarginatus), le Murin de Bechstein (Myotis bechsteinii), le Murin de Daubenton (Myotis daubentonii), le Murin de Natterer (Myotis nattereri), la Noctule commune (Nyctalus noctula), la Noctule de Leisler (Nyctalus leisleri), l'Oreillard gris (Plecotus austriacus), l'Oreillard roux (Plecotus auritus), le Petit murin (Myotis blythii), le Petit rhinolophe (Rhinolophus hipposideros), la Pipistrelle de Kuhl (Pipistrellus kuhlii), la Pipistrelle de Nathusius (Pipistrellus nathusii) et la Sérotine commune (Eptesicus serotinus) ;
- sept insectes dont quatre papillons : l'Azuré de la croisette (Phengaris rebeli), l'Azuré de la sanguisorbe (Phengaris teleius), le Cuivré des marais (Lycaena dispar), le Fadet des laîches (Coenonympha oedippus), et trois libellules : l'Agrion de Mercure (Coenagrion mercuriale), la Cordulie à corps fin (Oxygastra curtisii) et le Gomphe de Graslin (Gomphus graslinii) ;
- deux amphibiens, la Rainette verte (Hyla arborea) et le Triton marbré (Triturus marmoratus) ;
- un reptile : la Cistude d'Europe (Emys orbicularis).

Sa flore est également constituée de plus de deux cents espèces de plantes, dont neuf sont considérées comme déterminantes : la Fritillaire pintade (Fritillaria meleagris), la Gentiane des marais (Gentiana pneumonanthe), l'Hélianthème blanc (Helianthemum canum), l'Orchis à fleurs lâches (Anacamptis laxiflora), l'Orpin de Nice (Sedum sediforme), le Pigamon jaune (Thalictrum flavum), la Sabline des chaumes (Arenaria controversa), le Scirpe des bois (Scirpus sylvaticus) et l'Utriculaire citrine (Utricularia australis).
Sous-ensemble de la ZNIEFF précédente, la vallée de la Belle est une ZNIEFF de type I,.
Deux espèces déterminantes y ont été identifiées, un mammifère : le Vison d'Europe, et une plante : la Fritillaire pintade.
Une autre ZNIEFF de type I « Coteaux calcaires des bords de la Nizonne et de la Belle » présente des pelouses calcaires, où s'épanouissent plus de 160 espèces de plantes dont plusieurs sont considérées comme déterminantes : la Cardoncelle (Carduncellus mitissimus), l'Euphorbe de Séguier (Euphorbia seguieriana), le Fumana à tiges retombantes (Fumana procumbens), l'Hélianthème blanc (Helianthemum canum), la Laîche humble (Carex humilis), l'Orpin de Nice (Sedum sediforme), la Sabline des chaumes  (Arenaria controversa) et le Thésium couché (Thesium humifusum), et dix-huit espèces d'orchidées terrestres : la Céphalanthère rouge Cephalanthera rubra, l'Homme-pendu (Orchis anthropophora), le Limodore à feuilles avortées (Limodorum abortivum), la Listère à feuilles ovales (Neottia ovata), l'Orchis bouc (Himantoglossum hircinum), l'Orchis bouffon (Anacamptis morio), l'Orchis brûlé (Neotinea ustulata), l'Orchis guerrier (Orchis militaris), l'Orchis mâle (Orchis mascula), l'Orchis moucheron (Gymnadenia conopsea), l'Orchis pyramidal (Anacamptis pyramidalis), l'Orchis pourpre (Orchis purpurea), l'Ophrys abeille (Ophrys apifera), l'Ophrys araignée (Ophrys sphegodes), l'Ophrys bourdon (Ophrys fuciflora), l'Ophrys brun (Ophrys fusca), l'Ophrys mouche (Ophrys insectifera) et la Platanthère à fleurs verdâtres (Platanthera chlorantha). Sur Beaussac, l'ensemble des coteaux de la Nizonne et du ruisseau de Beaussac concernés par cette ZNIEFF s'étend sur environ deux kilomètres carrés d'un seul tenant, à leur confluence.

## Urbanisme

### Villages, hameaux et lieux-dits
Outre le bourg de Mareuil proprement dit, le territoire se compose d'autres villages ou hameaux, ainsi que de lieux-dits :
- l'Age
- Beauclaveau
- Beaugarie
- Beaulieu
- Beauregard
- la Becquerie
- Bois Chatains
- Bois de Chez Picou
- Bois de Gabardeau
- Bois de Piovit
- Bois de Quissaud
- la Bregère
- les Brègnes
- les Brénaudies
- les Brenières
- le Breuil
- chez Buisson
- Champeyroux
- la Chataigneraie
- le Chavan
- chez Ciermont
- Colombières
- Combe de l'Autel
- les Courades
- l'Epéronias
- Font-Grand
- Gabardeau
- la Gare
- la Gauterie
- chez Gayet
- la Grange du Moreau
- les Justices
- la Laiterie
- Lespinasse
- chez Maillé
- le Maine Rangé
- les Maines
- Malignac
- le Mandagat
- chez Marot
- la Maurelie
- Montbreton
- Pareillas
- le Petit Breuil
- la Picherie
- les Pichonnes
- Piovit
- les Plagnes
- chez Prougnac
- le Repaire
- Ringaud
- Rocfiat
- Saint-Laurent
- Saint-Pardoux de Mareuil
- Saint-Priest
- les Tanneries
- les Terrières
- le Thévou
- Tivoli
- la Valade
- Villard.

## Toponymie

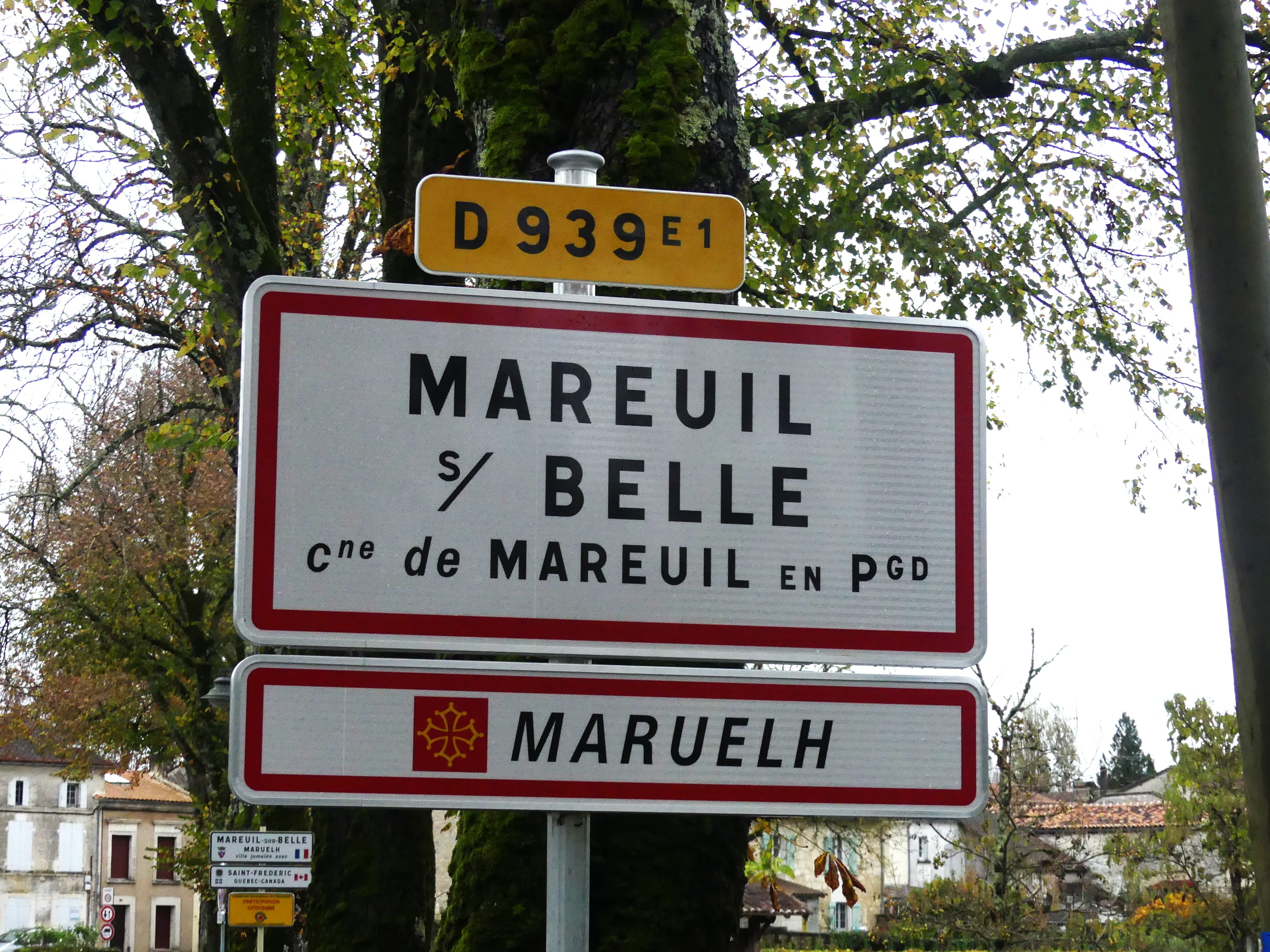
Panneau d'entrée à Mareuil en français et occitan.

Le nom officiel de la commune, puis de la commune déléguée, est « Mareuil », même si localement, elle est connue sous le nom de « Mareuil-sur-Belle ».
En occitan, la commune porte le nom de Maruelh.

## Histoire

### Moyen Âge
Les vieux seigneurs de Mareuil, toujours barons, sont mentionnés pour la première fois au XIe siècle, dans une chronique en latin, qui cite Guillaume Ier de Mareuil ; il était témoin en 1099 pour un charte de Raimond, évêque de Périgueux. Un peu plus tard, on trouve un Hélie de Mareuil, diacre de Périgueux. Le grand livre de l'historien Richard fait mention de Hervé de Mareuil, un grand personnage dans l'histoire du Poitou, ami du prince anglais qui deviendra le futur roi, au temps de Vulgrin Taillefer. Hervé est désigné comme « un des plus importants barons de Poitou », et témoin pour Eléanor en Angleterre. En décembre 1202, il était témoin pour le traité de paix entre Jean sans Terre et le comte de Thouars.
Un autre haut personnage fut Raymond de Mareuil, évêque de Bordeaux en 1142. Il s'agit de Raymond III, fils d'Aldebert III, donc six générations plus tard.
À la bataille de Bouvines, en 1214, on retrouve Hugues et Jean de Mareuil qui capturent Ferrand,  comte de Flandres. Hugues et Jean avec une bannière de 10 chevaux, reçoivent de Philippe Auguste la baronnie de Villebois, en Angoumois, et la famille deviendrait alors de Villebois-Mareuil. Selon un historien, il s'agirait de Mareuil, dans la Marne,. 
Plus tard, un Raymond de Mareuil est mentionné dans les chroniques de Froissart, seigneur de Mareuil, de Villebois et de Montmoreau (1356-1393), marié à Jovide de Montchaude, dame de Vibrac et d'Angeac.
Puis un autre grand seigneur fut Guy II de Mareuil (1466-1519), seigneur de Mareuil, baron de Villebois, seigneur d'Angeac, Vibrac, Bourzac et Pranzac, de Dompierre, Louayres et Saint-Christophe, sénéchal d'Angoumois. Marié à 
1. Philippe (ou Philippine) Paynel de Hombie, dame d'Olonde (1473), et
2. Catherine de Clermont-Dampierre (1513).

Cette famille, avec depuis 1518 ses deux branches de Mareuil et de Villebois, doit être éteinte en France ; plus tard le nom fut formellement rétabli comme "De Villebois-Mareuil" avec titre de comte (barons d'empire 1810, et arrêt du 11 février 1873). Un descendant des Villebois, Maître Louis de Villebois à Paris, receveur et payeur général des Présidiaux de Champagne (1611), se retrouve aux Pays-Bas espagnols, au château des Comtes d'Egmonts, de qui descend la branche hollandaise. Un descendant, le Dr. Pierre Joseph, après l'armée du Rhin, se marie avec une héritière d'une vieille famille de noblesse hollandaise, Van der Does, et plus tard le nom devint Van der Does de Willebois (nl).

### Époque contemporaine
En 1827, les anciennes communes de Saint-Pardoux-de-Mareuil et Saint-Priest-de-Mareuil ont fusionné avec Mareuil.
Lors de la Seconde Guerre mondiale, il faut attendre 1942 pour que la résistance s'organise sous l'impulsion de Dominique Vives, Mareuillais de souche. C'est à partir du hameau du Repaire, qu'il commande à un groupe d'une quarantaine de volontaires. La rue des Martyrs, et une stèle qui s'y trouve, commémorent ces hommes, des Mareuillais.
Au 1er janvier 2017, Mareuil fusionne avec huit autres communes pour former la commune nouvelle de Mareuil en Périgord dont la création a été entérinée par l'arrêté du 26 septembre 2016, entraînant la transformation des neuf anciennes communes en « communes déléguées ».

## Politique et administration

### Rattachements administratifs et électoraux
Dès 1790, la commune de Mareuil est le chef-lieu du canton de Mareuil qui dépend du district de Nontron jusqu'en 1795, date de suppression des districts. En 1801, le canton est rattaché à l'arrondissement de Nontron.
Dans le cadre de la réforme de 2014 définie par le décret du 21 février 2014, ce canton disparaît aux élections départementales de mars 2015. La commune est alors rattachée au canton de Brantôme, renommé canton de Brantôme en Périgord en 2020.

### Intercommunalité
Fin 1995, Mareuil intègre dès sa création la communauté de communes du Pays de Mareuil-en-Périgord. Celle-ci est dissoute au 31 décembre 2013 et remplacée au 1er janvier 2014 par la communauté de communes Dronne et Belle.

### Administration municipale
La population de la commune étant comprise entre 500 et 1 499 habitants au recensement de 2011, quinze conseillers municipaux ont été élus en 2014,. Seuls quatorze d'entre eux siégeront au conseil municipal de la commune nouvelle de Mareuil en Périgord, jusqu'au renouvellement des conseils municipaux français de 2020.

### Liste des maires puis des maires délégués

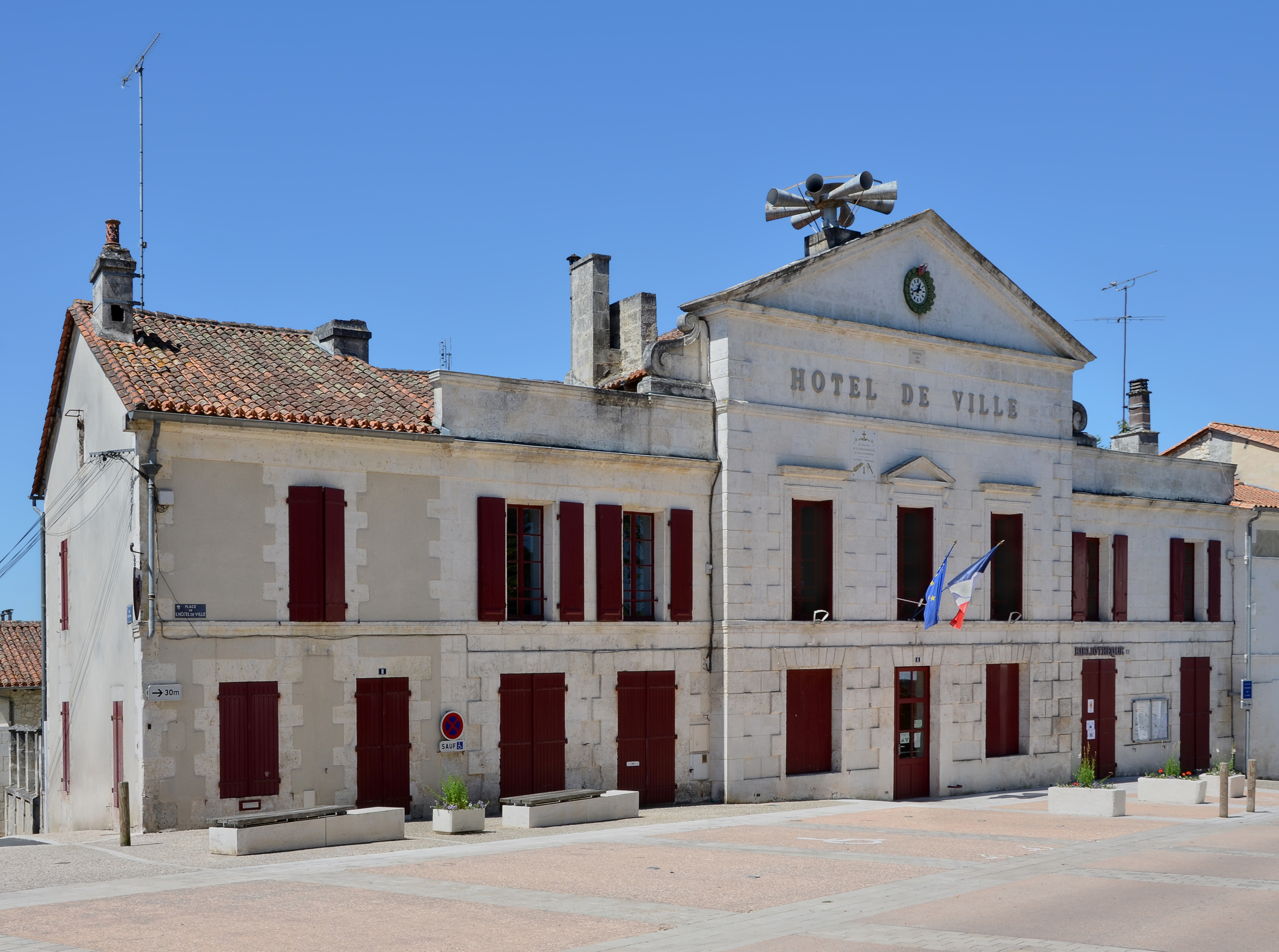
L'hôtel de ville de Mareuil.

| Période                                  | Période       | Identité       | Étiquette | Qualité                  |
| ---------------------------------------- | ------------- | -------------- | --------- | ------------------------ |
| Les données manquantes sont à compléter. |               |                |           |                          |
|                                          |               |                |           |                          |
| 1959                                     | 1977          | André Marchaps |           |                          |
| 1977                                     | 1983          | Michel Petit   |           |                          |
| 1983                                     | 1995          | Gérard Tura    | PS        | Directeur d'hôpital      |
| 1995                                     | janvier 2005  | Yves Bernard   |           |                          |
| janvier 2005                             | décembre 2016 | Alain Ouiste   | SE        | Cadre technique retraité |

| Période      | Période  | Identité                     | Étiquette | Qualité |
| ------------ | -------- | ---------------------------- | --------- | ------- |
| janvier 2017 | mai 2020 | Alain Ouiste                 |           |         |
| mai 2020     | En cours | Bernadette van den Driessche |           |         |

### Jumelages

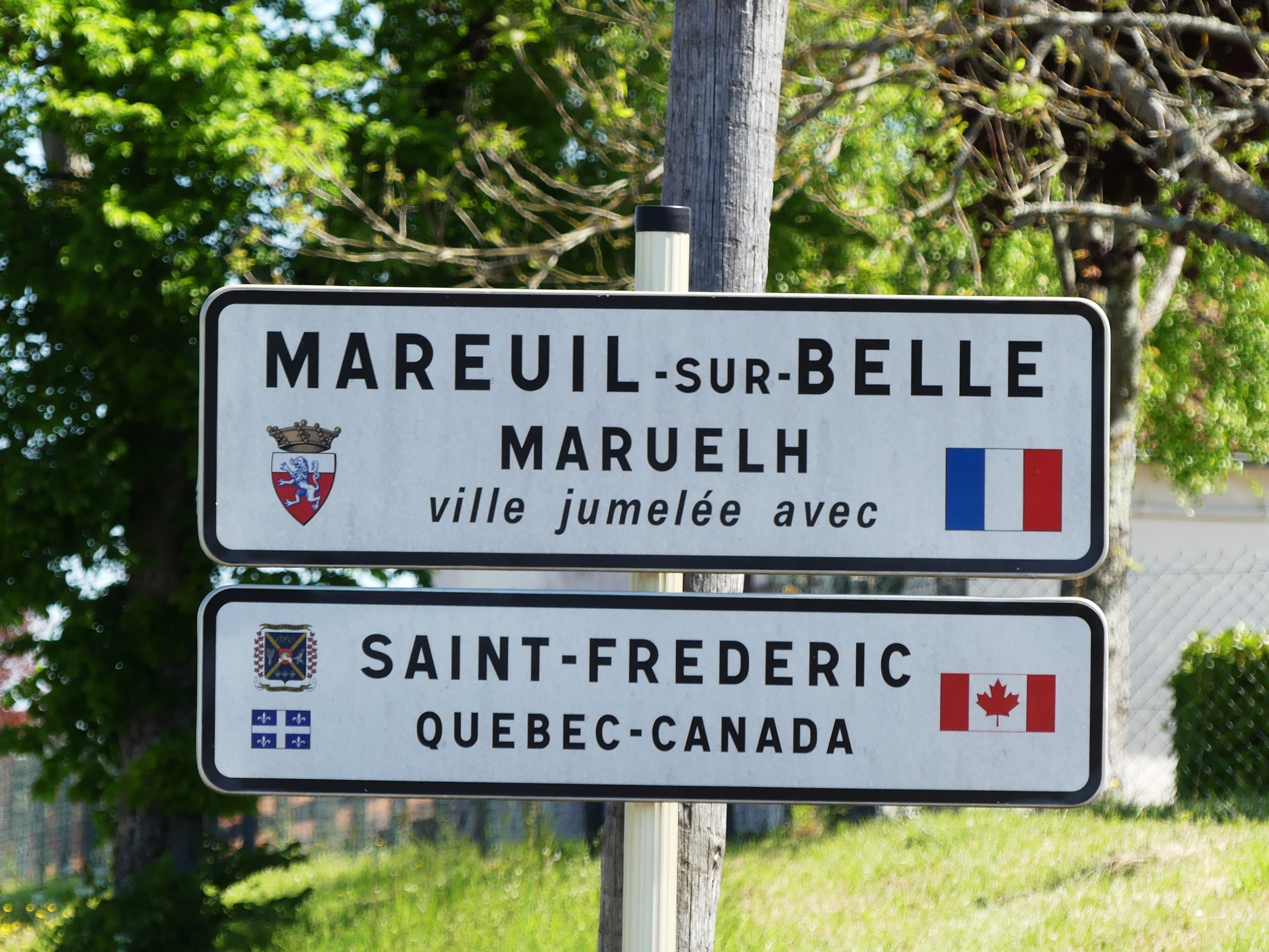
Panneau de jumelage à Mareuil.

- Saint-Frédéric (Canada) depuis 2012[24].

## Population et société

### Démographie
Les habitants de Mareuil se nomment les Mareuillais.

#### Démographies de Saint-Pardoux-de-Mareuil et de Saint-Priest-de-Mareuil
Jusqu'en 1827, les communes de Saint-Pardoux-de-Mareuil et de Saint-Priest-de-Mareuil étaient indépendantes, avant de fusionner avec Mareuil.

#### Démographie de Mareuil
En 2016, dernière année en tant que commune indépendante, Mareuil comptait 1 002 habitants. À partir du XXIe siècle, les recensements des communes de moins de 10 000 habitants ont lieu tous les cinq ans (2007, 2012 pour Mareuil). Depuis 2006, les autres dates correspondent à des estimations légales.
Au 1er janvier 2021, la commune déléguée de Mareuil compte 1 050 habitants.
| 1793 | 1800 | 1806 | 1821 | 1831  | 1836  | 1841  | 1846  | 1851  |
| ---- | ---- | ---- | ---- | ----- | ----- | ----- | ----- | ----- |
| 696  | 755  | 784  | 841  | 1 624 | 1 661 | 1 765 | 1 828 | 1 837 |

| 1856  | 1861  | 1866  | 1872  | 1876  | 1881  | 1886  | 1891  | 1896  |
| ----- | ----- | ----- | ----- | ----- | ----- | ----- | ----- | ----- |
| 1 779 | 1 676 | 1 624 | 1 565 | 1 543 | 1 603 | 1 616 | 1 604 | 1 483 |

| 1901  | 1906  | 1911  | 1921  | 1926  | 1931  | 1936  | 1946  | 1954  |
| ----- | ----- | ----- | ----- | ----- | ----- | ----- | ----- | ----- |
| 1 392 | 1 404 | 1 341 | 1 302 | 1 209 | 1 195 | 1 283 | 1 228 | 1 167 |

| 1962  | 1968  | 1975  | 1982  | 1990  | 1999  | 2007  | 2012  | 2016  |
| ----- | ----- | ----- | ----- | ----- | ----- | ----- | ----- | ----- |
| 1 137 | 1 103 | 1 209 | 1 210 | 1 194 | 1 112 | 1 130 | 1 098 | 1 002 |

#### Pyramide des âges
La population de la commune est relativement âgée. Le taux de personnes d'un âge supérieur à 60 ans (38,4 %) est en effet supérieur au taux national (21,6 %) et au taux départemental (30,4 %).
À l'instar des répartitions nationale et départementale, la population féminine de la commune est supérieure à la population masculine. Le taux (54,8 %) est supérieur de plus de deux points au taux national (51,6 %).
La répartition de la population de la commune par tranches d'âge est, en 2007, la suivante :
- 45,2 % d’hommes (0 à 14 ans = 12,5 %, 15 à 29 ans = 11,4 %, 30 à 44 ans = 17,6 %, 45 à 59 ans = 23,7 %, plus de 60 ans = 34,9 %) ;
- 54,8 % de femmes (0 à 14 ans = 12,1 %, 15 à 29 ans = 9,5 %, 30 à 44 ans = 14,5 %, 45 à 59 ans = 22,5 %, plus de 60 ans = 41,3 %).

| Hommes | Classe d’âge | Femmes |
| ------ | ------------ | ------ |
| 2,2    | 90 ans ou +  | 4,0    |
| 13,9   | 75 à 89 ans  | 21,6   |
| 18,8   | 60 à 74 ans  | 15,7   |
| 23,7   | 45 à 59 ans  | 22,5   |
| 17,6   | 30 à 44 ans  | 14,5   |
| 11,4   | 15 à 29 ans  | 9,5    |
| 12,5   | 0 à 14 ans   | 12,1   |

| Hommes | Classe d’âge | Femmes |
| ------ | ------------ | ------ |
| 0,6    | 90 ans ou +  | 1,7    |
| 9,7    | 75 à 89 ans  | 13,5   |
| 17,4   | 60 à 74 ans  | 17,7   |
| 22,6   | 45 à 59 ans  | 21,6   |
| 18,8   | 30 à 44 ans  | 18,1   |
| 14,7   | 15 à 29 ans  | 13,1   |
| 16,2   | 0 à 14 ans   | 14,3   |

### Enseignement
La commune dispose d'une école maternelle, d'une école primaire et d'un collège, le « collège Arnault de Mareuil ».

### Santé
Sur le site de l'ancienne gendarmerie est inaugurée en février 2015 une maison de santé pluridisciplinaire intercommunale qui comptera à terme « trois médecins généralistes, une infirmière, un médecin consultant externe, un dentiste, une kinésithérapeute et un orthophoniste ».

### Associations
- Espérance mareuillaise: Depuis 1921, l'Espérance mareuillaise œuvre au niveau de l'ancien canton. Elle a des sections judo (loisir et compétition), danse, gymnastique volontaire (pour les moins de 6 ans et les séniors) et musique (orchestre d'harmonie, école de musique).
- Les Amis de Saint Pardoux : entretien du patrimoine et animation du site de Saint-Pardoux-de-Mareuil.
- Coup de Pouce : amélioration du cadre de vie des écoles primaires et maternelles de Mareuil. Goûters, sorties et achat de matériel.
- Comité de jumelage Mareuil et Saint-Frédéric : échanges, organisations de manifestations, découverte de produits québécois.
- Football-club du Pays de Mareuil : « FC Les Chardons », entraînements et compétitions.
- Club de gym tonic : entretien tout public adulte.
- Les Randonneurs de la Belle : randonnées pédestre tout public, sur l'ancien canton ou sur les anciens cantons voisins. Sorties mensuelles.
- École de tennis de Mareuil : cours et compétition, accès libre aux cours pour les adhérents.
- Amicalement note : chorale tous répertoires.
- Conservatoire de la Dordogne - Antenne Périgord vert : école de musique.
- Club Belle et Nizonne : club du 3e âge du canton de Mareuil. Rencontres les jeudis avec jeux divers, une à deux sorties par an, repas de fin d'année et repas de l'amitié.
- Amicale des chasseurs de Mareuil Nord : chasse, battue du gros gibier, sur les communes de Mareuil et Puyrenier.
- Cyclisme organisation Mareuil - Verteillac - Ribérac : challenge national espoir « La France cycliste » ouvert aux trois anciens cantons.
- Pétanque club Mareuil.
- Un temps pour soi : tai-chi-chuan, qi gong, tao gym, brain gym.
- Mareuil volley ball : équipes de différents niveaux.
- Amical des sapeurs pompiers : activités pour les pompiers, concours de pétanque.
- La Croix rouge - Antenne de Mareuil : braderie, dons, distribution.
- Le Ruban vert : espace socioculturel.

## Économie
Au début du XXIe siècle la vie économique du chef-lieu de canton a beaucoup changé. Dans les années 1950, des journées commerciales de quatre jours sont organisées avec le soutien des édiles du moment. Les 28 de chaque mois sont des rendez-vous à ne pas manquer. Ce dynamisme local entraîne un commerce florissant, un artisanat de proximité et le fonctionnement de plusieurs manufactures, dans lesquelles la population locale peut se projeter. En 1962, La SELP (Société Européennes des Laminées Plastiques) se crée à l'initiative d'un enfant du pays audacieux, courageux et ayant un sens aigu de l'intérêt collectif de la commune. Il nous raconte ses convictions exemplaires pour les jeunes dans un recueil de souvenirs intitulé "Max...une fantastique odyssée dans le plastique" paru en mars 2010.

### Emploi et établissements
Les données économiques de Mareuil sont incluses dans celles de la commune nouvelle de Mareuil en Périgord.

### Tourisme
À compter du 17 août 2016 et pour une durée de cinq ans, Mareuil est déclarée commune touristique, en même temps que cinq autres communes de la communauté de communes Dronne et Belle : Bourdeilles, Brantôme en Périgord, La Chapelle-Faucher, Saint-Crépin-de-Richemont et Villars.

## Culture locale et patrimoine

### Lieux et monuments

#### Patrimoine civil
- Château de Beaulieu, XVe et XVIIIe siècles, inscrit au titre des monuments historiques en 1948[34].
- À côté du château de Beaulieu, un obélisque se dresse en pleins champs, création artistique d'un occupant du château.
- Château de Beauregard, XVe, XVIe et XVIIe siècles, inscrit au titre des monuments historiques en 1948[35].
- Château de la Gauterie du XIXe siècle, au sud du bourg[36], avec des éléments du XVIe siècle mais qui s'inscrit dans les traces d'un édifice bien plus ancien.
- Château de Mareuil, XVIe siècle, classé au titre des monuments historiques en 1862[37], visitable. Il fut le siège d'une des quatre baronnies du Périgord.
- Castel de Montbreton, construit au XIXe siècle sur l'emplacement d'un ancien logis[38]. La demeure actuelle se compose d'un corps de logis rectangulaire à cinq travées.
- Les cluzeaux de Saint-Pardoux-de-Mareuil, sont des grottes naturelles aménagées par l'homme dès le haut Moyen Âge.
- Les sarcophages de Saint-Pardoux-de-Mareuil.
- La fontaine dans la falaise de Saint-Pardoux-de-Mareuil.
- Les lavoirs de Saint-Pardoux-de-Mareuil.

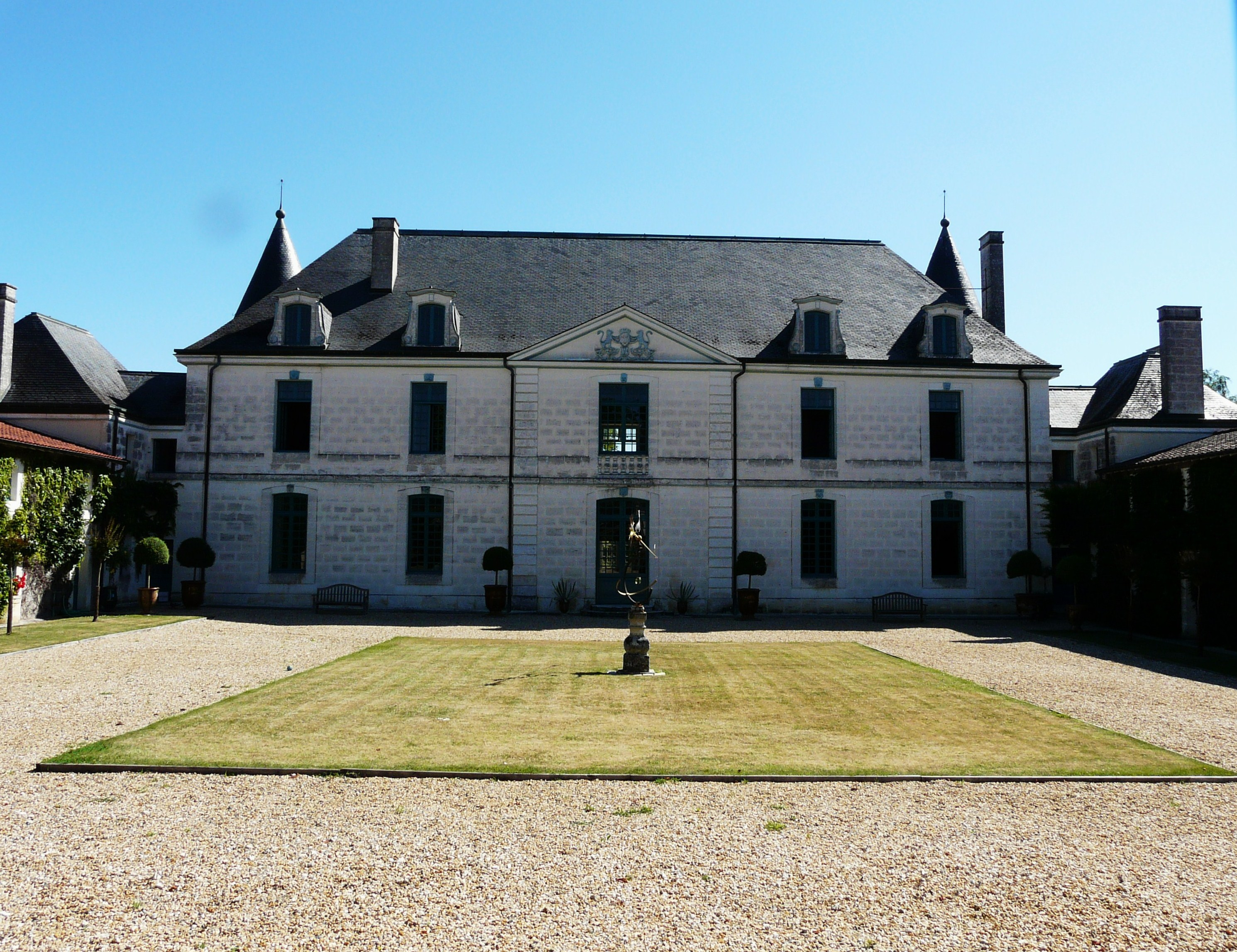
Le château de Beaulieu.
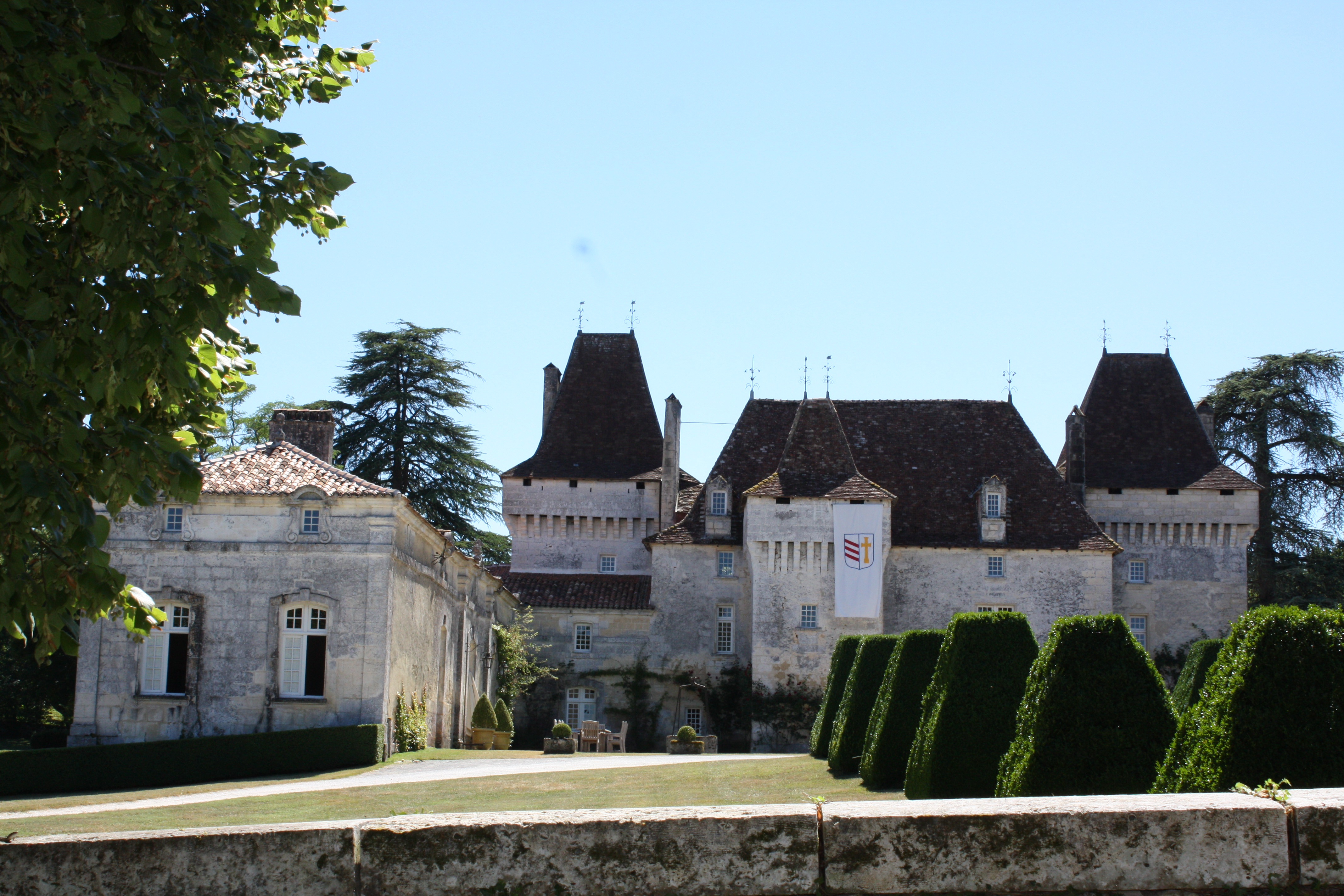
Le château de Beauregard.
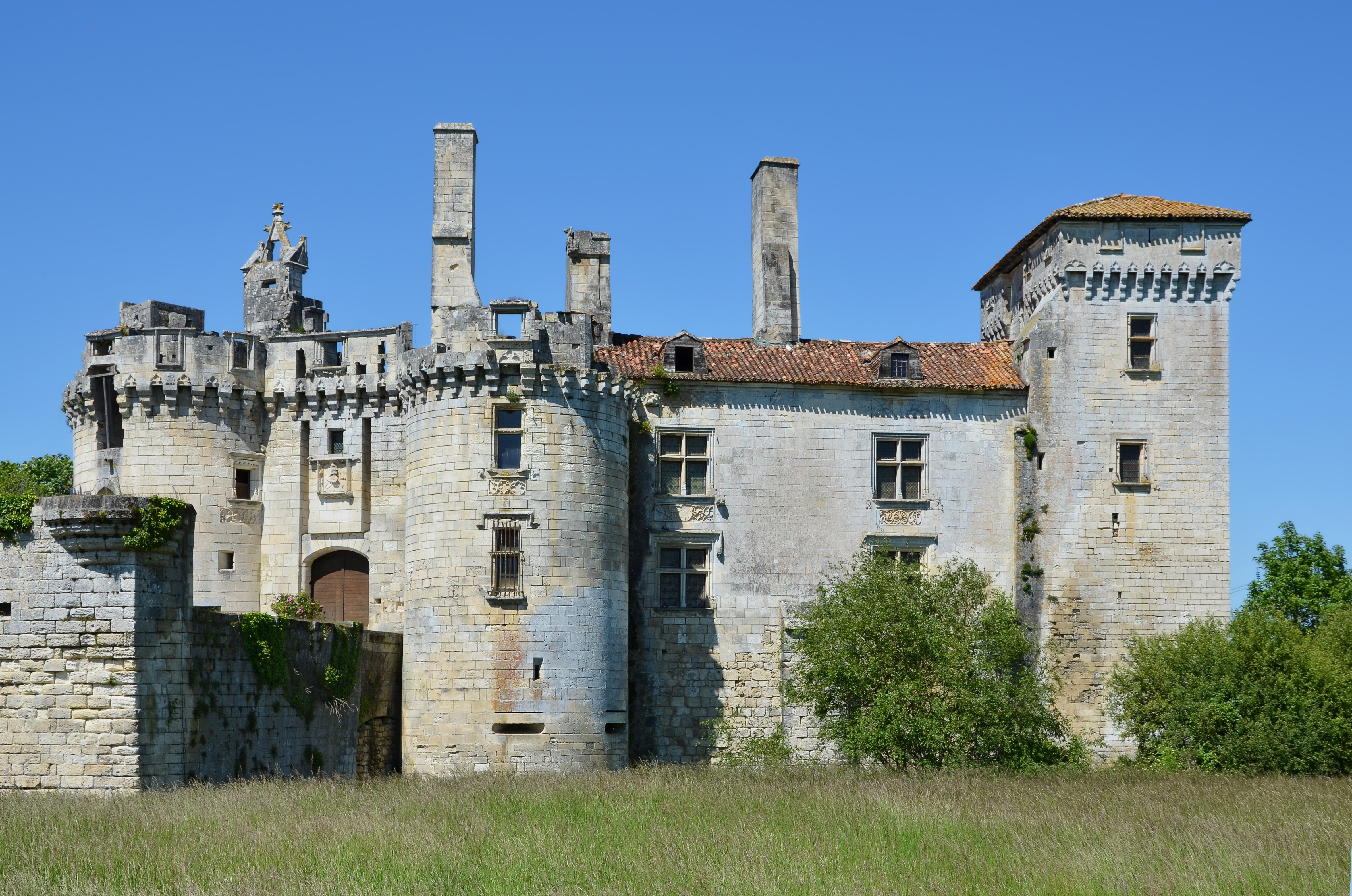
Le château de Mareuil.

#### Patrimoine religieux
- Église romane de Saint-Pardoux, classée au titre des monuments historiques en 1912[39].
- Ruines de l'église de Saint-Priest, XIIe siècle, inscrites au titre des monuments historiques en 1948[40].
- Au bourg, l'église Saint-Laurent, du XIIe siècle, agrandie aux XVe et XVIe siècles, de style gothique avec portail de style Renaissance.

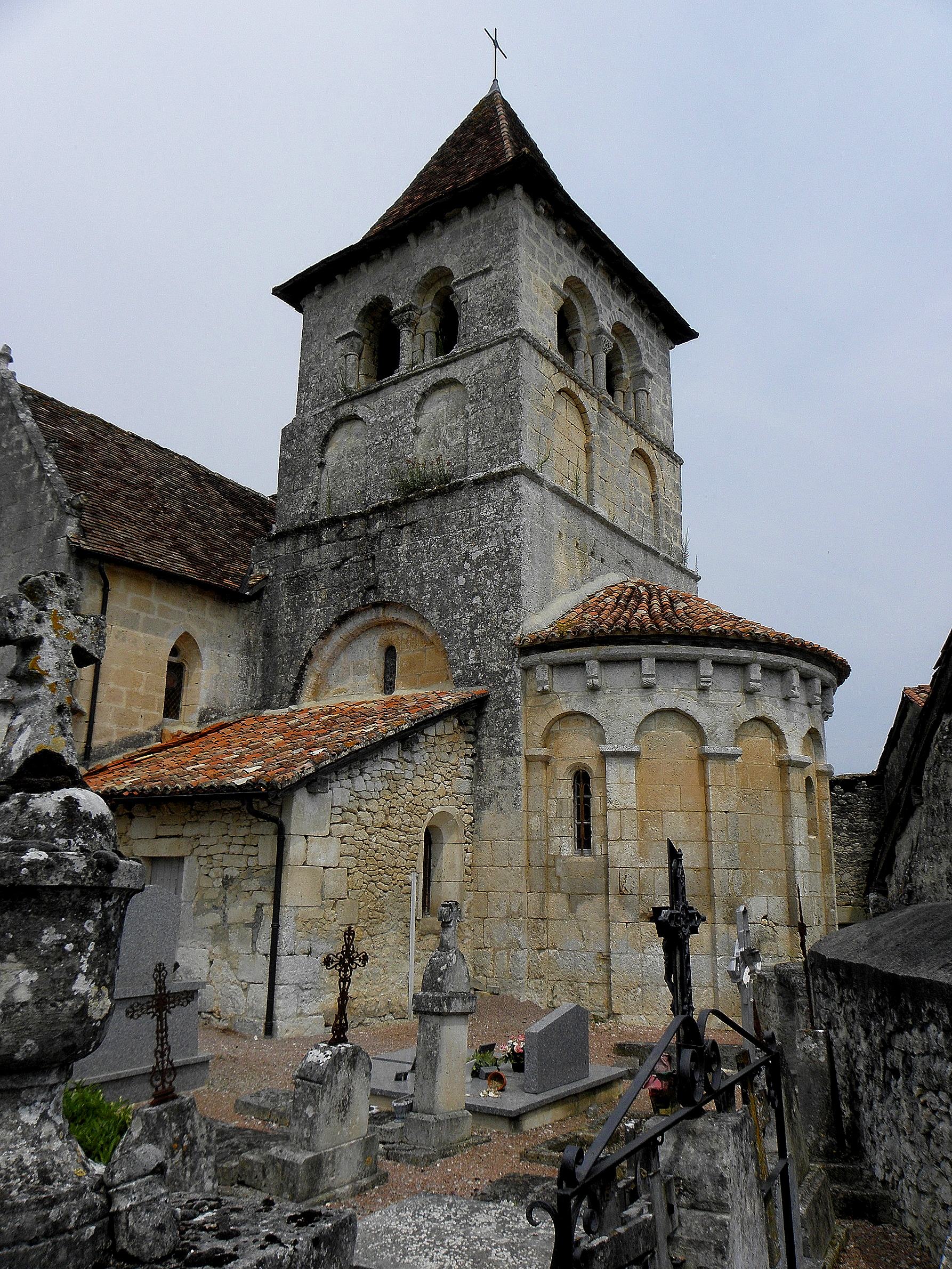
L'église Saint-Pardoux.
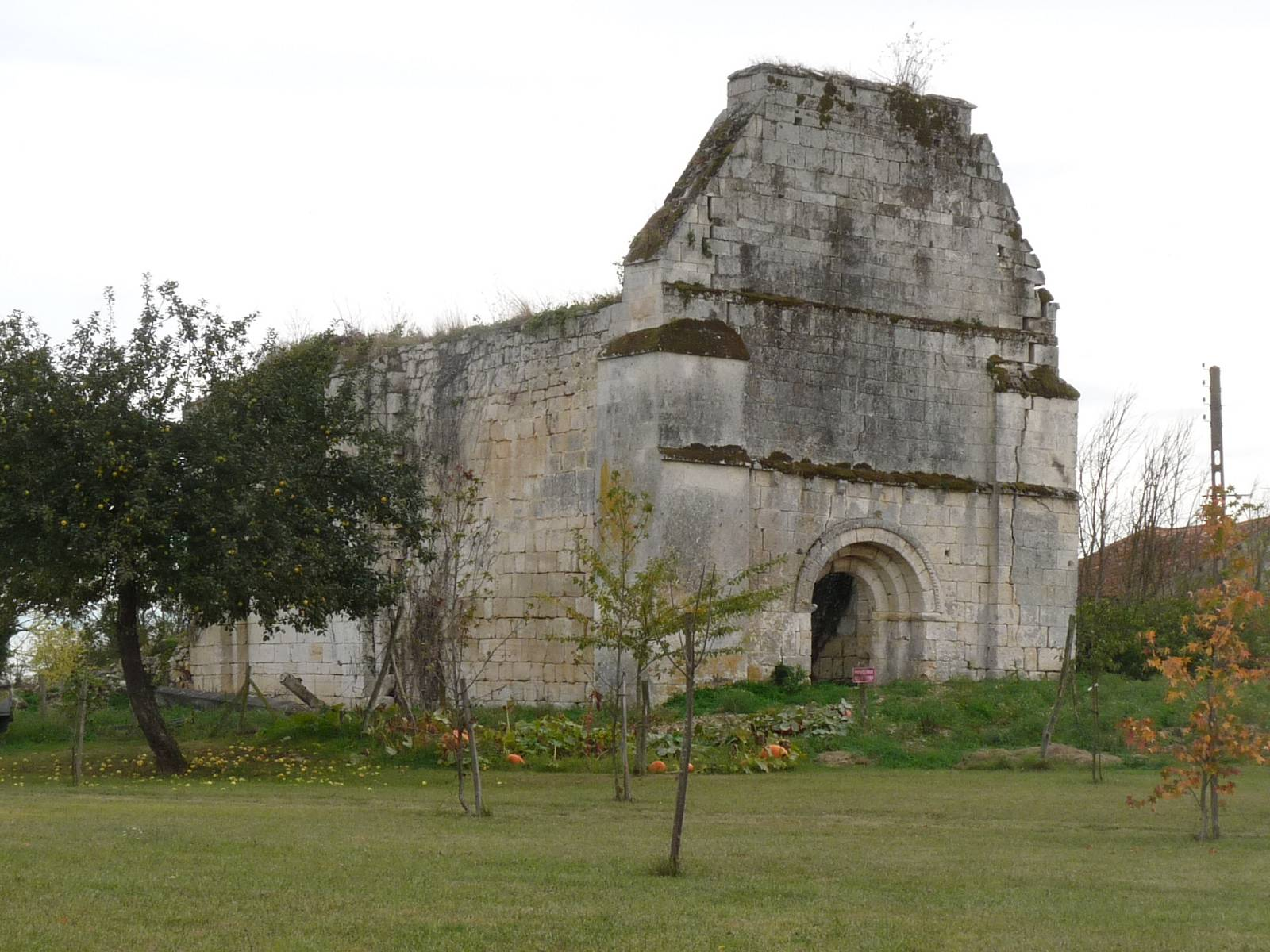
Vestiges de l'église de Saint-Priest-de-Mareuil.
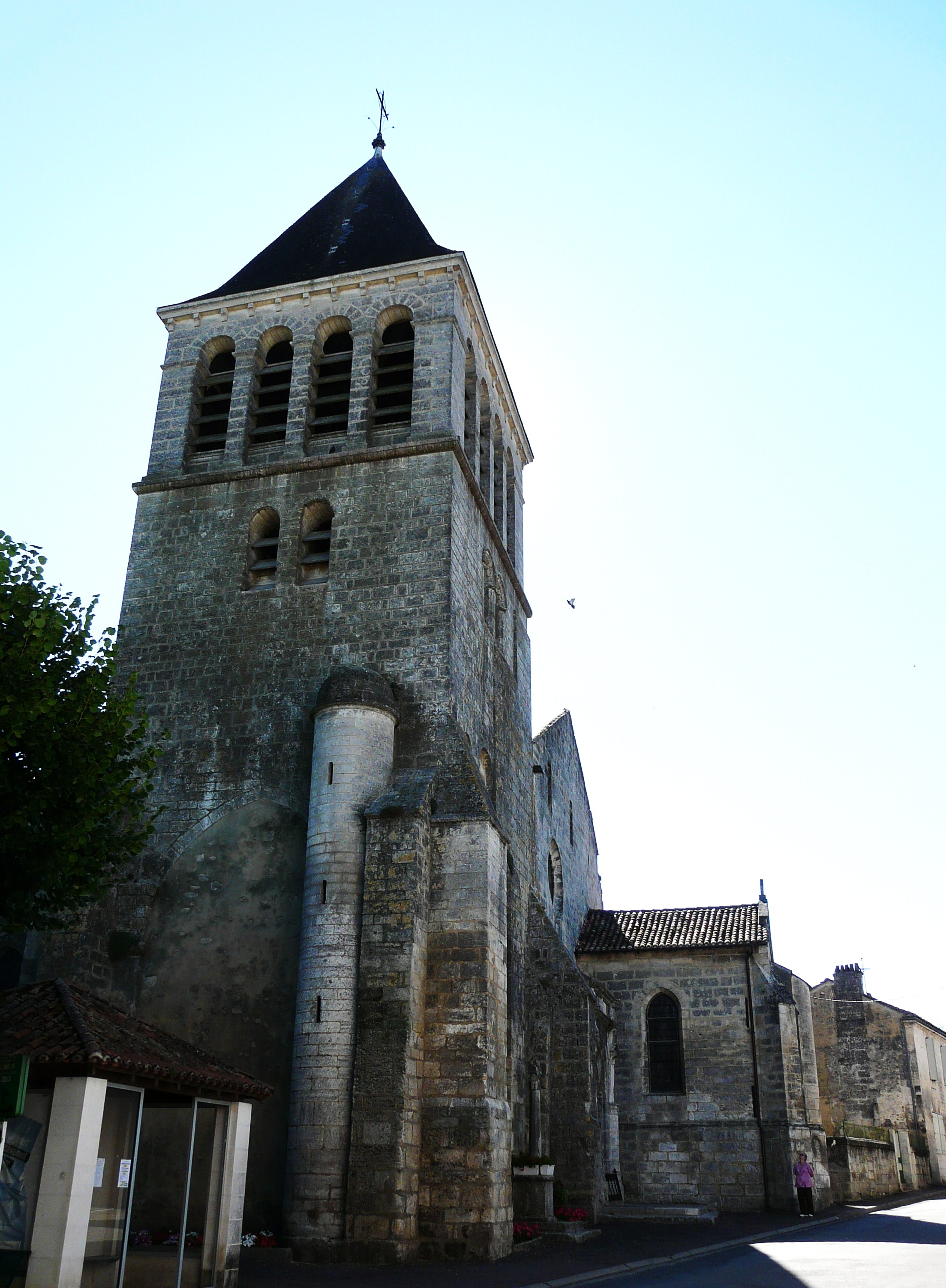
L'église Saint-Laurent.
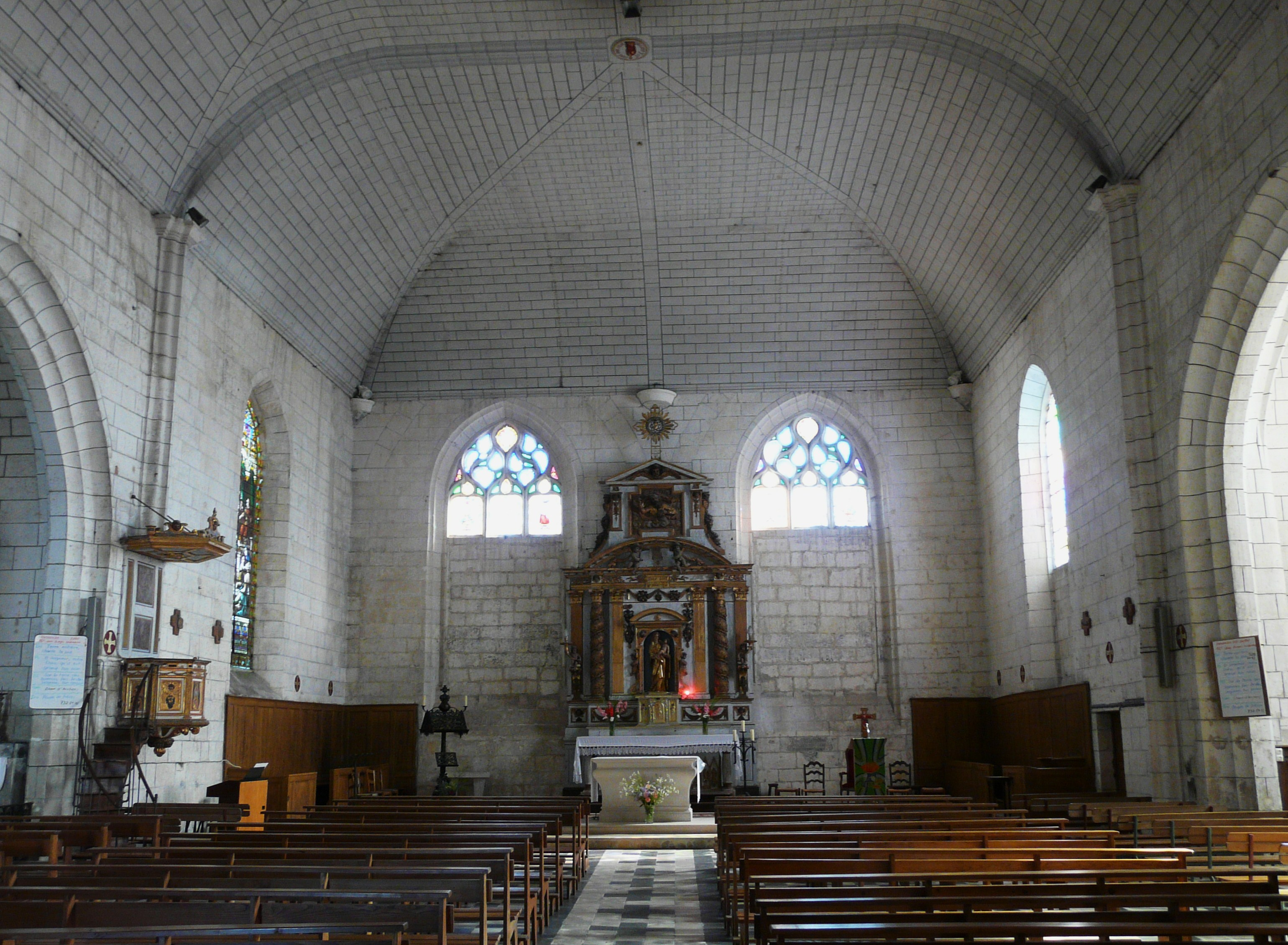
La nef de l'église Saint-Laurent.

### Personnalités liées à la commune
- Théophile Bergès (1851-1906), communard, puis journaliste et administrateur colonial, est né à Mareuil.
- Janine Mitaud (1921-2011), poétesse, y est née.
- Michel Tardieu, (1938-) exégète et historien spécialiste des origines du christianisme, professeur au Collège de France, est né à Mareuil.
- Dominique Brun[41] (1964-), est une périgourdine devenue championne du monde de judo en poids mi-léger (52 kg) en 1986 à Maastricht aux Pays-Bas. Elle est aussi médaille d'argent de judo aux Jeux olympiques de Séoul en 1988 (en démonstration, car le judo féminin n'apparait en compétition officielle qu'aux Jeux olympiques en 1992 à Barcelone). Elle a été élue adjointe au maire de Mareuil en 2010.

### Héraldique
Pour un article plus général, voir Armorial des communes de la Dordogne.
| Blason de Mareuil | Blason  | De gueules au chef d'argent au lion d'azur armé, lampassé et couronné d'or brochant sur le tout. |
| Blason de Mareuil | Détails | Ces armes ne sont pas fautives, elles répondent à l'exception liée à la conception puisque la charge broche sur une partition comportant au moins un métal et un émail (règle de contrariété des couleurs). |